# مایکل داناوان
مایکل داناوان (انگلیسی: Michael Donovan؛ زادهٔ ۱۲ ژوئن ۱۹۵۳) صداپیشه و بازیگر اهل کانادا است.
از فیلم‌ها یا مجموعه‌های تلویزیونی که وی در آن‌ها نقش داشته‌است می‌توان به هی آرنولد!، افسانه پسرک ابریشمین، جنگ ستارگان: نیرو برمی‌خیزد و آرتور شاه و شوالیه‌های عدالت اشاره نمود.